# Alseodaphnopsis andersonii
Alseodaphnopsis andersonii là loài thực vật có hoa trong họ Nguyệt quế. Loài này được Joseph Dalton Hooker miêu tả khoa học đầu tiên năm 1886 dưới danh pháp Cryptocarya andersonii, dựa theo mô tả trước đó của George King. Năm 1962, André Joseph Guillaume Henri Kostermans chuyển nó sang chi Alseodaphne. Năm 2017, Hsi-wen Li và Jie Li chuyển nó sang chi Alseodaphnopsis.

## Môi trường sống và phân bố
Rừng lá rộng thường xanh, từ các thung lũng ẩm ướt cho đến đỉnh núi; trung bình ở cao độ 1.200-1.500 m, nhưng cũng xuất hiện ở khoảng cao độ từ 1.000 đến 1.900 m. Đông bắc Ấn Độ, Lào, Myanmar, Thái Lan, Trung Quốc (nam và đông nam Vân Nam, đông nam Tây Tạng) và Việt Nam. Sách Cây cỏ Việt Nam của Phạm Hoàng Hộ cho rằng loài này có ở Việt Nam (Kon Tum, ở cao độ 700 m).

## Tên gọi
Tên gọi tại Việt Nam là sụ Anderson, vàng trắng Anderson, du đơn lá lông; tại Trung Quốc là 毛叶油丹 (mao diệp du đan, nghĩa là du đan lá lông).

## Mô tả
Cây gỗ cao tới 25 m, đường kính ngang ngực 30-45 cm. Cành con màu đen, mập, có sọc, với ít bì khẩu thuôn dài màu nâu không dễ thấy, có lông măng màu gỉ sắt khi non nhưng trở thành không lông khi thuần thục. Cuống lá mập, (2-)4-5,5 cm, lồi-lõm, có lông măng màu gỉ sắt nhiều hay ít; phiến lá màu xanh lục-trắng ở phía xa trục, mờ đục phía gần trục, hình elip, 12-24 × 6-12 cm, gần giống da, có lông măng màu gỉ sắt khi non nhưng không lông khi thuần thục ở phía xa trục, nhẵn nhụi phía gần trục, gân chính nhô cao phía xa trục, chìm phía gần trục, gân bên 9-11 đôi, xiên, nhô cao phía xa trục, chìm hoặc phẳng phía gần trục, mờ dần về phía mép lá, các gân ngang thưa, dễ thấy, luôn luôn chẻ, các gân con hình mắt lưới, có hốc nông, gốc lá từ nhọn đến hình nêm rộng, đỉnh nhọn ngắn đột ngột. Chùy hoa ở nách trên phần trên của cành, 20-35 cm, nhiều nhánh; nhánh tận cùng (3-)5- hoặc 6-hoa; cuống chùy hoa 10-15 cm, cuống chùy hoa và trục nhánh nhiều lông măng màu gỉ sắt. Cuống hoa thanh mảnh, khoảng 2 mm, phình ra ở quả, nhiều lông măng màu gỉ sắt. Các thùy bao hoa hình trứng, (1,5-)2-2,5 mm, nhiều lông măng màu gỉ sắt, các thùy bên ngoài nhỏ hơn, 3 gân, các thùy bên trong lớn, 5 gân, tất cả đều sớm rụng khi ở quả. Nhị sinh sản nhỏ; chỉ nhị có lông nhung, mỗi chỉ của vòng 3 có 2 tuyến lớn và gần như không cuống ở gốc, các chỉ khác không có tuyến; bao phấn của vòng 1 và 2 thuôn dài, hình tuyến, với các tế bào hướng vào trong, các bao phấn của vòng 3 hình chữ nhật, hình tuyến, với các tế bào hướng ra ngoài. Nhị lép nhỏ, hình thận. Bầu nhụy hình trứng; vòi nhụy ngắn và xiên; đầu nhụy hình đầu. Quả thuôn dài, tới 5 × 2,8 cm, màu xanh lục khi còn non nhưng khi chín có màu tía đen; cuống quả mọng thịt khi còn tươi, màu đỏ tía, dài khoảng 1 cm, đường kính khoảng 4 mm ở phần đỉnh giãn nở. Ra hoa tháng 7, kết quả tháng 10 đến tháng 3 năm sau.
Nó là loài cây gỗ chi phối trong các khu rừng lá rộng thường xanh trong khu vực.